# Tredjepersonsskjutare

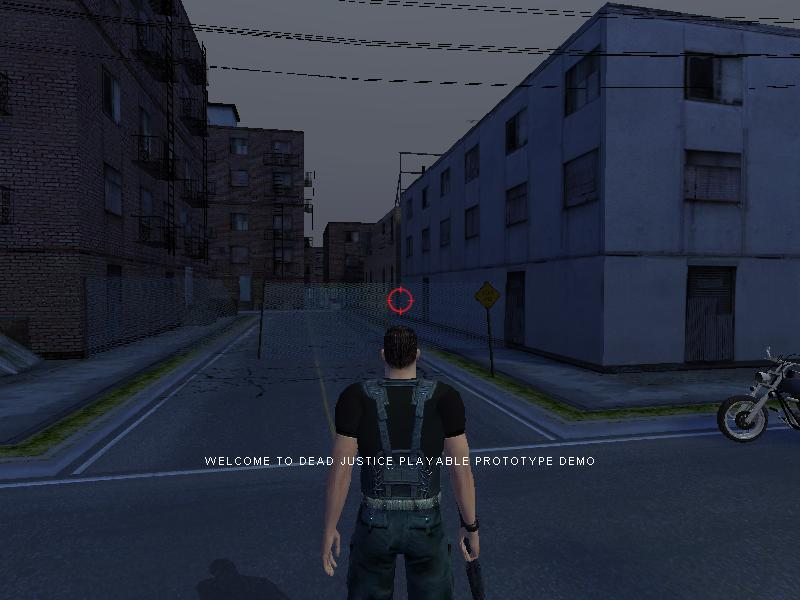
Skärmbild från en tredjepersonsskjutare.

Tredjepersonsskjutare, tredjepersonsskjutspel, ibland Third-person shooter (förkortat: TPS), eller Tredjepersonvy, kallas dator- och TV-spel som innehåller betydande moment av skjutande med vapen och som utspelar sig i tredje person. Spelaren ser hela sin spelfigur röra sig. Exempel på spel i denna genre är bland annat Resident Evil 4 och senare versioner, Metal Gear Solid, Just Cause 2 och Gears of War. En del spel går att ställa om mellan tredje person och första person, men oftast är det bara en kameravinkel.

## Populära spel i genren
- Fracture
- Dead Space
- Army of Two
- The Bourne Conspiracy
- Gears of War
- Gears of War 2
- Lost Planet
- Resident Evil 4
- Resident Evil 5
- Splinter Cell
- Splinter Cell: Pandora Tomorrow
- Splinter Cell: Chaos Theory
- Matrix Online
- Enter the Matrix
- GTA-serien, från GTA III och framåt.
- Max Payne
- Metal Gear Solid
- Fable
- Driv3r
- Mercenaries 2: World in Flames
- Hitman
- Uncharted: Drake's Fortune
- Uncharted 2: Among Thieves
- Uncharted 3: Drake's Deception
- Red Dead Redemption
- Mass Effect
- Fortnite
- Star Wars Battlefront (2015)